# Doryteuthis
Doryteuthis is een geslacht van pijlinktvissen uit de familie van Loliginidae.

## Soorten
- Doryteuthis sanpaulensis (Brakoniecki, 1984)
- Ondergeslacht Doryteuthis (Amerigo) Brakoniecki, 1996
  - Doryteuthis (Amerigo) gahi (d'Orbigny, 1835)
  - Doryteuthis (Amerigo) ocula (Cohen, 1976)
  - Doryteuthis (Amerigo) opalescens (Berry, 1911)
  - Doryteuthis (Amerigo) pealeii (Lesueur, 1821)
  - Doryteuthis (Amerigo) surinamensis (Voss, 1974)
- Ondergeslacht Doryteuthis (Doryteuthis) Naef, 1912
  - Doryteuthis (Doryteuthis) pleii (Blainville, 1823)
  - Doryteuthis (Doryteuthis) roperi (Cohen, 1976)

### Synoniemen
- Doryteuthis gahi (d'Orbigny, 1835) => Doryteuthis (Amerigo) gahi (d'Orbigny, 1835)
- Doryteuthis ocula (Cohen, 1976) => Doryteuthis (Amerigo) ocula (Cohen, 1976)
- Doryteuthis opalescens (Berry, 1911) => Doryteuthis (Amerigo) opalescens (Berry, 1911)
- Doryteuthis pealeii (Lesueur, 1821) => Doryteuthis (Amerigo) pealeii (Lesueur, 1821)
- Doryteuthis pleii (Blainville, 1823) => Doryteuthis (Doryteuthis) pleii (Blainville, 1823)
- Doryteuthis roperi (Cohen, 1976) => Doryteuthis (Doryteuthis) roperi (Cohen, 1976)
- Doryteuthis surinamensis (Voss, 1974) => Doryteuthis (Amerigo) surinamensis (Voss, 1974)
- Doryteuthis arabica (Ehrenberg, 1831) => Uroteuthis (Photololigo) arabica (Ehrenberg, 1831)
- Doryteuthis bleekeri Naef, 1912 => Heterololigo bleekeri (Keferstein, 1866)
- Doryteuthis pickfordae Adam, 1954 => Uroteuthis pickfordae (Adam, 1954)
- Doryteuthis pickfordi Adam, 1954 => Doryteuthis pickfordae Adam, 1954 => Uroteuthis pickfordae (Adam, 1954)
- Doryteuthis reesi Voss, 1962 => Uroteuthis reesi (Voss, 1962)
- Doryteuthis sibogae Adam, 1954 => Uroteuthis (Photololigo) sibogae (Adam, 1954)
- Doryteuthis singhalensis (Ortmann, 1891) => Uroteuthis singhalensis (Ortmann, 1891) => Uroteuthis (Photololigo) singhalensis (Ortmann, 1891)